# 仰月點

仰月點

仰月點（candrabindu、梵語中意為“月亮點”）又稱莊嚴點，是在下半圓上有一點的一種變音符號。它用在天城文中 (ँ)，孟加拉文中 (ঁ)，古吉拉特文中 (ઁ)，奥里亚文中 (ଁ) 和 泰卢固文中 (ఁ)。
它通常意味著前面的元音要鼻音化。它在 Unicode 中表示為天城體的 U+0901，孟加拉文的 U+0981，古吉拉特文的 U+0A81，奥里亚文的 U+0B01，和泰卢固文的 U+0C01。還有通用的組合變音符號 COMBINING CANDRABINDU 代碼點為 U+0310 (  ̐)，但它意圖用於拉丁字母在印度語言的轉寫中。

## 用法
和用於表示隨韻的點（bindu）相比，仰月點（candrabindu）用於表示強制性的張嘴鼻化音位（隨鼻），而非同一音位內的條件變體，如在如下地方：
在吠陀梵語中，它用來在下一個詞開始於元音的時候表示詞尾隨鼻（/Vm V/、/Vn V/），尤其是/an/由更早期梵語/ans/發展而來時。
吠陀梵語發展為古典梵語後，它只用於連音同化（/Vlla/->/Vnla/）產生的隨鼻。
相對而言點（bindu）則用於/Vnś/, /Vnṣ/, /Vns/, /Vnh/以及詞素尾處/Vm/的隨韻或隨鼻；後也用於/Vnr/，甚至/Vnl/, /Vny/以及詞素尾處/Vn/等新生的隨韻或隨鼻讀法。
在用天城文書寫印地語等印度西部現代語言中，點與仰月點混同，其用法差異僅限處於書法美觀需求的條件改變。

## 計算代碼
Unicode 編碼：
- ◌̐ : U+0310 tchandrabindou 附加符號 （組合方式）
- ँ : U+0901 梵文 tchandrabindou 附加符號符號
- ঁ : U+0981 孟加拉語 tchandrabindou 附加符號
- ઁ : U+0A81 古吉拉特语 tchandrabindou 附加符號
- ଁ : U+0B01 奥里亚语 tchandrabindou 附加符號
- ఁ : U+0C01 泰卢固语tchandrabindou 附加符號